# BMW Série 1 (F20)
A segunda geração do BMW Série 1 consiste nos carros de segmento C BMW F20 (hatchback de 5 portas) e BMW F21 (hatchback de 3 portas). A geração F20/F21 foi produzida pela BMW de 2011 a 2019 e é frequentemente referida coletivamente como F20.
Para a segunda geração do Série 1, os modelos cupê e conversível serão comercializados separadamente usando o novo nome BMW Série 2.
O F20/F21 foi inicialmente movido por motores a gasolina de quatro em linha, a diesel de quatro em linha e a gasolina de seis em linha. Em 2015, foram adicionados à gama de modelos três motores a gasolina e diesel em linha. Todos os motores são turboalimentados.
Ao contrário da maioria dos concorrentes hatchback, o F20/F21 usa tração traseira (em vez de tração dianteira) para a maioria dos modelos. O F20/F21 é o primeiro Série 1 a oferecer tração nas quatro rodas opcional (chamada "xDrive" pela BMW).
Em julho de 2019, o BMW Série 1 (F40) entrou em produção como sucessor do F20.
No Brasil, foi produzida a versão de 4 portas na fábrica de Araquari. 